# Kurematsi
Kurematsi este o arie protejată (arie specială de conservare — SAC, sit de importanță comunitară — SCI) din Estonia întinsă pe o suprafață de 8,3 ha, integral pe uscat.

## Localizare
Centrul sitului Kurematsi este situat la coordonatele 58°05′29″N 26°07′00″E / 58.0913°N 26.1166°E.

## Înființare
Situl Kurematsi a fost declarat sit de importanță comunitară în aprilie 2004 pentru a proteja 1 specie de plante. Situl a fost protejat și ca arie specială de conservare în decembrie 2005.

## Biodiversitate
Situată în ecoregiunea boreală, aria protejată conține 3 habitate naturale: Izvoare fino-scandinave și mlaștini produse de izvoare bogate în minerale, Mlaștini alcaline, Păduri caducifoliate de mlaștină fino-scandinave.
La baza desemnării sitului se află o specie protejată de  plante: o specie rară de mușchi (Drepanocladus vernicosus).
Pe lângă speciile protejate, pe teritoriul sitului au mai fost identificate 4 specii de plante.